# Richmond (Neuseeland)

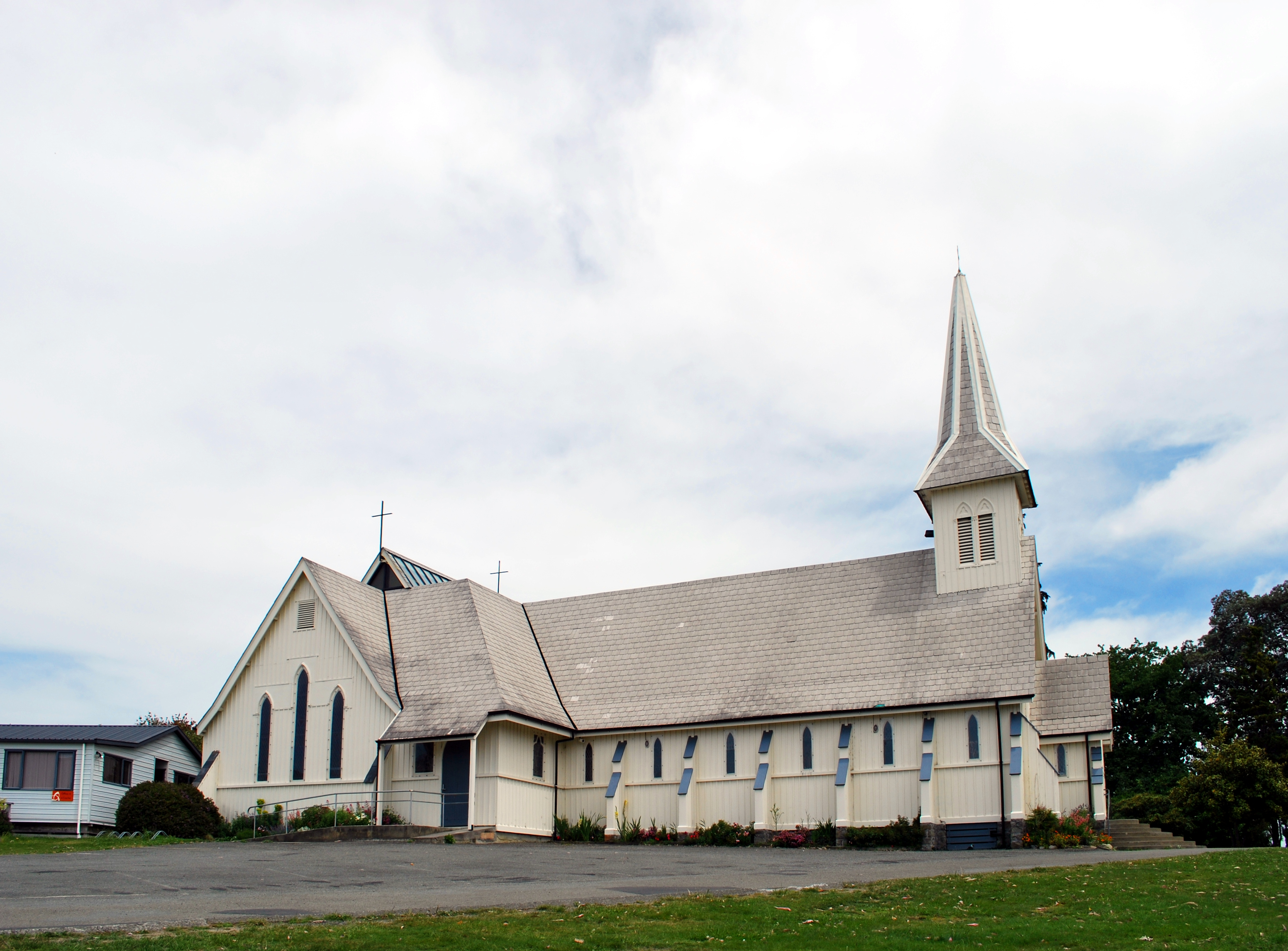
Holy Trinity Church

Richmond ist eine Stadt im Tasman District auf der Südinsel von Neuseeland. Sie ist Sitz des Tasman District Council.

## Namensherkunft
Richmond wurde 1842 von dem Siedler George Snow gegründet und von ihm nach seiner Heimatstadt London Borough of Richmond upon Thames in England benannt.

## Geographie
Die Stadt befindet sich rund 11 km südwestlich des Stadtzentrums von Nelson am südlichen Ende des Waimea Inlet, das nach Norden hin Zugang zur Tasman Bay / Te Tai-o-Aorere besitzt.

## Bevölkerung
Zum Zensus des Jahres 2013 zählte die Stadt 12.276 Einwohner, 4,8 % mehr als zur Volkszählung im Jahr 2006.

## Wirtschaft
In der Gegend um Richmond wird bevorzugt Landwirtschaft und Obstanbau betrieben. Innerhalb der Stadt haben sich holzverarbeitende Betriebe angesiedelt. Des Weiteren ist die Stadt für ihre Kunsthandwerker bekannt, hier vor allem Töpfer, die Tonerde und Mineralien aus dem Umland für ihre Kreationen verwenden.

## Infrastruktur

### Straßenverkehr
Durch den nordwestlichen Teil von Richmond führt der New Zealand State Highway 6, der die Stadt auf direktem Weg mit dem nordöstlich angrenzenden Stoke und dem dahinter liegenden Nelson verbindet. In die Gegenrichtung führt der Highway über Hope und Brightwater ins Landesinnere. Am westlichen Ende der Stadt zweigt der New Zealand State Highway 60 vom State Highway 6 in Richtung Motueka nach Nordwesten ab.

### Schiffsverkehr
Da das Waimea Inlet nicht für den Schiffsverkehr geeignet ist, muss die Stadt auf den Hafen von Nelson ausweichen.

## Baudenkmale
Vom New Zealand Historic Places Trust sind Stand Juli 2013 acht Bauwerke im Ort als Baudenkmal registriert.

## Persönlichkeiten
- Constance Barnicoat (1872–1922), neuseeländische Stenografin, Dolmetscherin, Journalistin und Bergsteigerin